# میکائیل ملکومیان
میکائیل ملکومیان (ارمنی: Միքայել Սերգեյի Մելքումյան؛ زادهٔ ۱ آوریل ۱۹۶۲) در ایروان) سیاستمدار و اقتصاددان اهل ارمنستان است که از تاریخ ۱۴ ژانویه ۲۰۱۹ نماینده دوره هفتم مجلس ملی جمهوری ارمنستان از حوزه انتخابیه استان شیراک می‌باشد. وی فارغ‌التحصیل دانشگاه دولتی اقتصاد ارمنستان می‌باشد. میناسیان عضو حزب ارمنستان شکوفا می‌باشد

## جوایز
- نشان مخیتار گُش (۲۰۱۶)